# 天山协会旧址
天山协会旧址位于中国江苏省南京市秦淮区利济巷30号，长白街和中山东路交界口处，为两层的砖混结构建筑，南面设有连续的半圆券外廊，被认为可能是民国时期新疆所设立的类似于驻京办性质的机构旧址，现为多户居住的大杂院。

## 相关图片

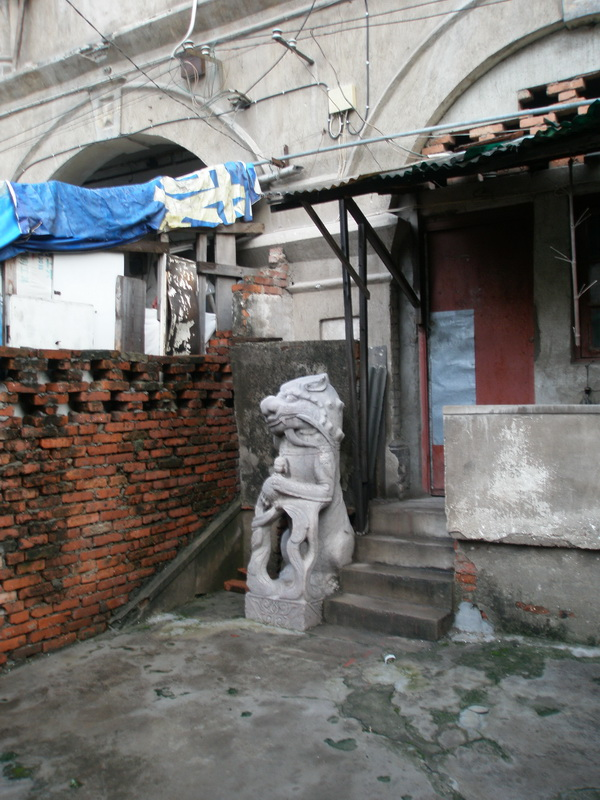
石狮子
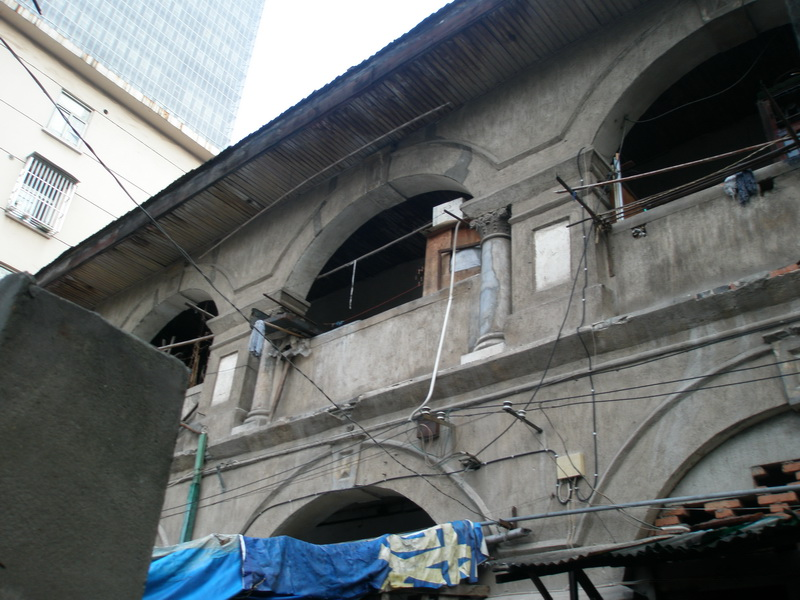
半圆券外廊